# Револьо Браво, Марио
Марио Револьо Браво (исп. Mario Revollo Bravo; 15 июня 1919, Генуя, королевство Италия — 3 ноября 1995, Богота, Колумбия) — колумбийский кардинал. Титулярный епископ Тиниса ди Никомидии и вспомогательный епископ Боготы с 13 ноября 1973 по 28 февраля 1978. Архиепископ Нуэва-Памплоны с 28 февраля 1978 по 25 июня 1984. Архиепископ Боготы и примас Колумбии с 25 июня 1984 по 27 декабря 1994. Военный ординарий Колумбии с 25 июня 1984 по 7 июня 1985. Председатель епископской конференции Колумбии в 1978—1984. Кардинал-священник с титулом церкви Сан-Бартоломео-аль-Изола с 28 июня 1988.